# Spandex

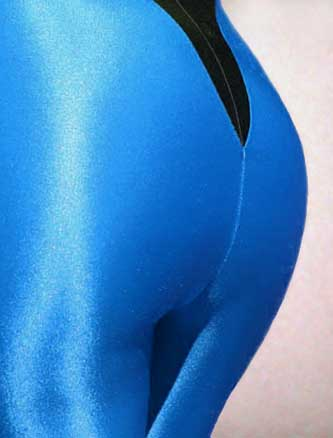
Strój z lycry

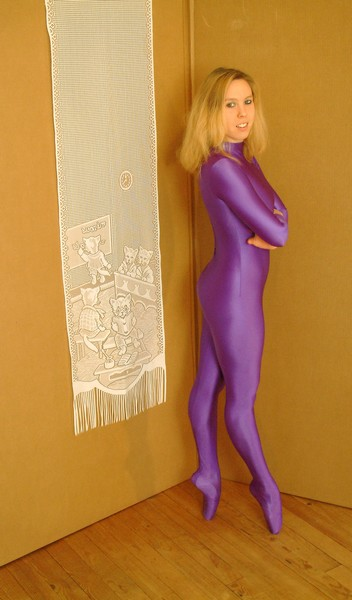
Ubiór z lycry

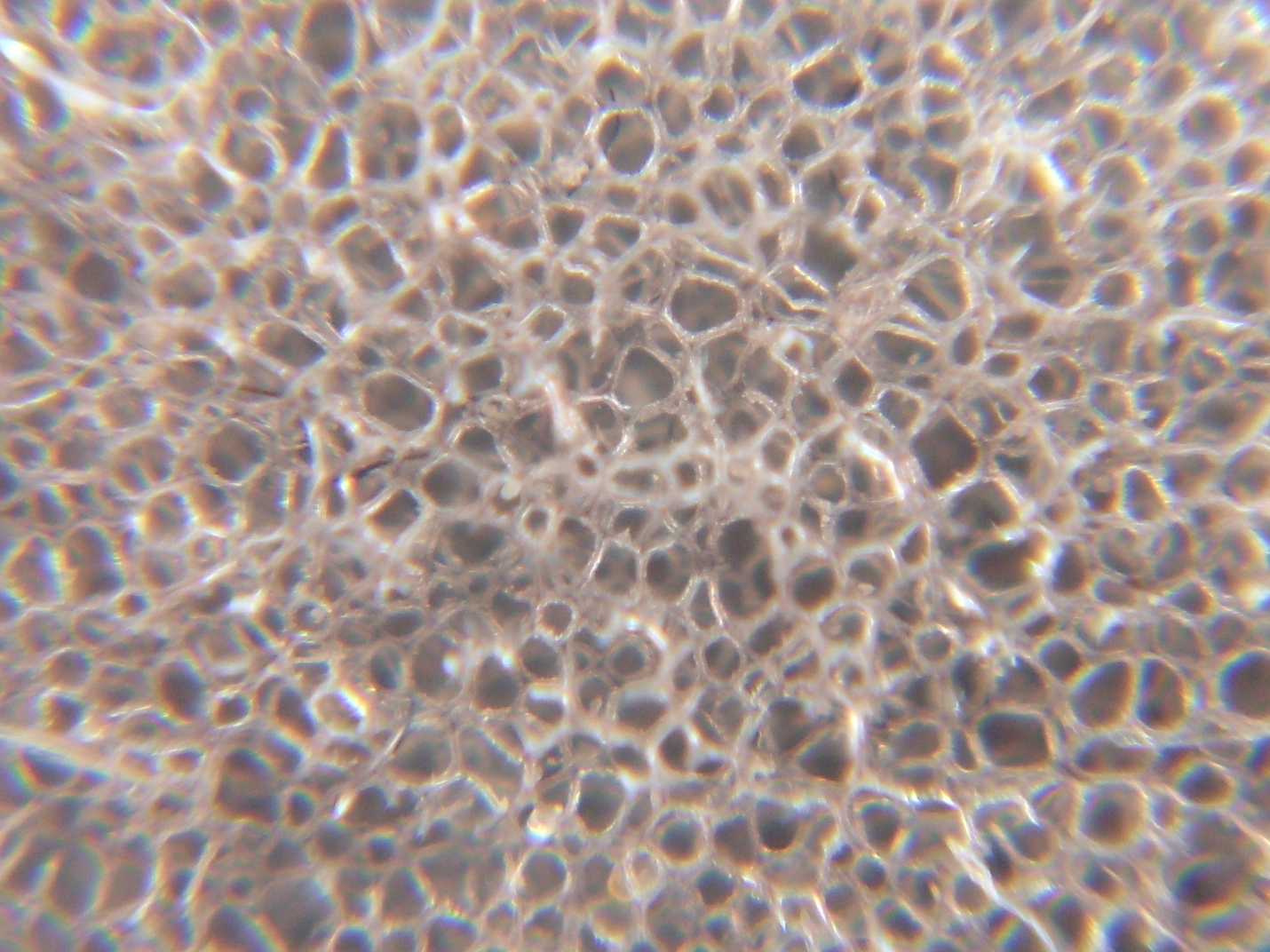
Struktura elastanu w powiększeniu

Spandex (lycra, elastan i in.) – elastyczne włókno syntetyczne (elastomer poliuretanowy), wynalezione w 1958 r. przez Josepha Shiversa w laboratoriach DuPont i przez długi czas produkowane i rozprowadzane przez tego producenta.
Lycra jest zastrzeżonym znakiem towarowym przedsiębiorstwa Invista (dawniej część DuPont).
Strukturalnie opisując, jest to kopolimer blokowy, w którym występują na przemian sztywne, krótkie bloki uretanowe, zawierające ugrupowania aromatyczne i giętkie, dość długie bloki oligoglikolowe o stopniu polimeryzacji ok. 40.

## Właściwości
Włókna spandex odznaczają się dużym wydłużeniem przy zerwaniu, wynoszącym 500–1000%, a w porównaniu z produkowanymi z tradycyjnych kauczuków 2–3 krotnie większą wytrzymałością na zerwanie.
Na właściwości produktu bardzo duży wpływ ma sposób wytwarzania włókien z gotowego kopolimeru, a następnie sposób ich splatania w przędzę.
Z tego włókna syntetycznego produkuje się różnego rodzaju tkaniny i dzianiny, które w różnych częściach świata mają różne nazwy handlowe. W Polsce używane nazwy: lycra, elastan, dorlastan, linel i inne. Tkaniny zazwyczaj nie produkuje się z samego spandeksu, lecz splata się go z innymi przędzami, np. z nylonu lub wełny.